# 抱きしめてオンリィ・ユー
『抱きしめてオンリィ・ユー』（だきしめてオンリィ・ユー）は、山下久美子の4thスタジオ・アルバムで、1982年4月1日にシングル「赤道小町ドキッ」と同時に、日本コロムビア/BLOW UPから発売された。

## 概要
前作から約8か月ぶりのスタジオ・アルバム。キャッチコピーは「久美子も女になりました。ジャン、ジャン!!」。
同時発売されたシングル「赤道小町ドキッ」は、当時山下のディレクターだった福岡智彦が、「『赤道小町ドキッ』がこれまでの山下の方向性とギャップがあり過ぎる」と判断したためあえて収録せず、代わりにB面曲である「トラブル99」が収録された。後年、福岡は「（「赤道小町ドキッ」を）普通は入れますよね。ヒットの可能性が高いシングルなんだから、アルバムの売上を引っ張ることを目論むのが当然。今思うと、よくコロムビアが許しましたね」と懐古し、「アルバムもある程度は売れましたが、『赤道小町ドキッ』が入っていたら、たぶんもっと売れたんでしょうね」と語っている。

## 収録曲

### SIDE A
| 全編曲: 大村憲司。 |                                  |           |            |       |
| #                  | タイトル                         | 作詞      | 作曲       | 時間  |
| 1.                 | 「恋はスクーターに乗って」       | 康珍化    | 岡本一生   | 4:52  |
| 2.                 | 「シンデレラ・レボリューション」 | 下田逸郎  | 亀井登志夫 | 3:29  |
| 3.                 | 「抱きしめてオンリィ・ユー」     | 康珍化    | 亀井登志夫 | 4:43  |
| 4.                 | 「EASY TO CHANGE MY LIFE」       | 下田逸郎  | 岡本一生   | 4:14  |
| 5.                 | 「時代遅れの恋心」               | 下田逸郎  | 大沢誉志幸 | 5:11  |
| 合計時間:          | 合計時間:                        | 合計時間: | 合計時間:  | 22:29 |

### SIDE B
| 全編曲: 大村憲司。 |                          |           |            |       |
| #                  | タイトル                 | 作詞      | 作曲       | 時間  |
| 1.                 | 「ジェラシィ・ミサイル」 | 康珍化    | 大沢誉志幸 | 4:51  |
| 2.                 | 「涙がとまらない」       | 康珍化    | 大沢誉志幸 | 4:08  |
| 3.                 | 「トラブル99」           | 菅原武彦  | 岡本一生   | 3:58  |
| 4.                 | 「HELP ME」              | 下田逸郎  | 亀井登志夫 | 4:05  |
| 5.                 | 「LOVER MAN」            | 康珍化    | 大沢誉志幸 | 4:39  |
| 合計時間:          | 合計時間:                | 合計時間: | 合計時間:  | 21:41 |

## 楽曲解説

### SIDE A
1. 恋はスクーターに乗って
2. シンデレラ・レボリューション
3. 抱きしめてオンリィ・ユー
4. EASY TO CHANGE MY LIFE
5. 時代遅れの恋心
  - 作曲を担当した大沢誉志幸が、1994年にリリースしたアルバム『Collage』でセルフカバーした。

### SIDE B
1. ジェラシィ・ミサイル
2. 涙がとまらない
3. トラブル99
  - 同時発売されたシングル「赤道小町ドキッ」のB面曲。
4. HELP ME
5. LOVER MAN

## 参加ミュージシャン
- Voices：KUMIKO
- Guitar：大村憲司
- Drums：青山純
- Bass：富倉安生, 渡辺建
- Keyboards：清水信之, 中村哲
- Percussion：仙波清彦
- Sax：中村哲
- Computer & Synthesizer Programming：松武秀樹(M.A.C.)